# Cannet (Gers)
Cannet è un comune francese di 58 abitanti situato nel dipartimento del Gers, nella regione dell'Occitania.

## Società

### Evoluzione demografica
Abitanti censiti